# Gackpoid
GACKPOID是INTERNET以Yamaha的VOCALOID 2語音合成引擎為基礎開發販售的虛擬男性歌手軟件，聲音由日本歌手Gackt提供，軟件名稱由Gackt自己命名。2008年7月31日發售，市場實際價格約為18900日元，附送以兩首GACKPOID製作的Gackt歌曲樣本，和可以免費下載「OPUS Express for Windows」。軟件形象角色是，由漫畫家三浦建太郎設計。

## 軟件簡介
軟件使用了Yamaha的VOCALOID 2語音合成引擎，把人類的聲音錄音並合成為酷似真正的歌聲。只需輸入音調、歌詞則可發出聲音，亦可以調整震音、音速等的「感情參數」，最多能夠16人合唱，亦支援即時演奏、對應ReWire。製作完成後會以WAV格式輸出，但軟件本身只可做出歌唱部分，伴奏音聲需要使用其他音樂軟件合成。歌詞輸入能辨認平假名、片假名和羅馬字，但不能辨認、作為助詞和、作為長音時會分別轉為、的發音，亦不能對應促音、漢字，需要自行修改。
軟件推薦的速度為60BPM至150BPM，音域則是A1至C4。

### 需求配備
- 微處理器：Pentium 4 2GHz／Athlon XP 2000+以上（推薦Pentium4 2.8GHz / Athlon 64 2800+以上）
- 作業系統：Windows XP／Vista（Vista時推薦單機使用）
- RAM：512MB以上（推薦1GB以上，使用Real-time VOCALOID2 VST instrument時推薦2GB以上）

## 歷史
在之前，同一類型的軟件初音未來、鏡音鈴、連爆發熱潮，創下音樂軟件罕見的銷售數和創作氣氛。但這類軟件較少為男性聲音，而且VOCALOID2在當時還沒有實際取自男性的聲音（鏡音連是取自女性聲優下田麻美），於是INTERNET看準時機，在2007年11月左右開始製作VOCALOID2軟件的企劃。
概念和初音未來等的角色主唱系列不同，不是以虛擬偶像為製作目標，因為這構思已有其他公司採用，而是以重現真實歌手歌聲為重點。其後開始向各歌手商談，但多是與初音未來時一樣，歌手擔心自己歌聲被複製後的用途而拒絕，而INTERNET經DWANGO接觸Gackt時，Gackt則對計劃十分有興趣而爽快答應。於同年12月開始兩次錄音，然而Gackt認為效果不太自然而需要再調整。
最初於2008年4月1日由DWANGO旗下的NIWANGO發表，但INTERNET在當時並沒有任何回應，也沒有任何發表，令不少人認為只是個愚人節笑話。而INTERNET不作回應是因為當時未想到發售的實際目標，而不正式發表，而且也有意被看成是個愚人節笑話，認為在正式發表時會有更大的衝擊。
5月1日，酷似Gackt聲線的「時報」於NIWANGO旗下的NICONICO動畫出現，部分用戶認為是和之前發表的GACKPOID有關，而實際上就是Gackt的聲音，5月7日的時報則是GACKPOID的產物。最後於5月7日正式由INTERNET發表，並公開了試聽歌曲 （页面存档备份，存于）。原本是計劃於4月發售，但因為調整聲音的進度遲緩而推遲一個半月。
6月10日，因選定軟件封面用畫和發音品質的問題而延期，於6月中旬發表發售日、價格、封面等。對軟件封面，考慮到如使用Gackt本人的照片，可能會有真是以Gackt本人歌唱的誤解，而選擇插畫。其後設計了幾個角色，但因欠缺衝擊感而不獲使用，最後在NICONICO動畫「呼喚」漫畫家三浦建太郎，設計出的角色，並於6月20日公開。
7月3日再公開兩首試聽歌曲（翻唱）、《島唄》（翻唱）。
7月31日發售當日再公開兩首試聽歌曲和。
8月29日再公開兩首試聽歌曲和。
9月10日於網上公開試用版，使用時限和部分功能有限制。

## 反應、影響
GACKPOID延續了初音未來和鏡音鈴、連的熱潮，發售即日就有不少人上載歌曲，至8月4日在NICONICO動畫上約有300段關於GACKPOID的影片，其中約有200段是歌曲。另外，用戶一般認為GACKPOID在使用上比初音未來困難，但比鏡音鈴、連簡單。而發售當初在銷售上出現壓倒初音未來的情況，開始INTERNET和CRYPTON在VOCALOID產品上的競爭。

## 形象角色
是GACKPOID的形象角色，由漫畫家三浦建太郎設計。INTERNET在2008年5月30日NICONICO動畫的「時報」中「呼喚」三浦建太郎要求插畫，三浦建太郎自身是NICONICO動畫的愛好者，無條件地免費接受，而設計出。角色為持扇佩刀、紫髮長辮的古風人物，扇上寫著，刀名「樂刀、美振」，這把刀在設定上是樂器，由刀紋發出聲音，用刀揮向對手令其產生節奏感。

## 關聯項目
- Gackt
- Vocaloid 2
- 三浦建太郎